# KZ-Außenlager Trostberg
Das KZ-Außenlager Trostberg war ab Monatswechsel Oktober/November 1944 eines der 169 Außenlager des Konzentrationslagers Dachau. Etwa 650 KZ-Häftlinge aus mindestens zehn Nationen, viele aus Russland und der Ukraine, wie auch Polen und Italien, können aus Überstellungslisten bis Mitte November 1944 nachgewiesen werden, bis Ende Januar 1945 wurden es schließlich 935. Die meisten Gefangenen waren zwischen 20 und 30 Jahre alt. Das KZ-Außenlager mit vier Häftlingsbaracken war mit Stacheldraht umzäunt und wurde von der SS bewacht.
Dieses Außenlager war wie die KZ-Außenlager Stephanskirchen und Kaufbeuren über die BMW-Ringfertigung mit dem KZ-Außenlagerkomplex München-Allach (BMW) verbunden.

## Zwangsarbeit für BMW

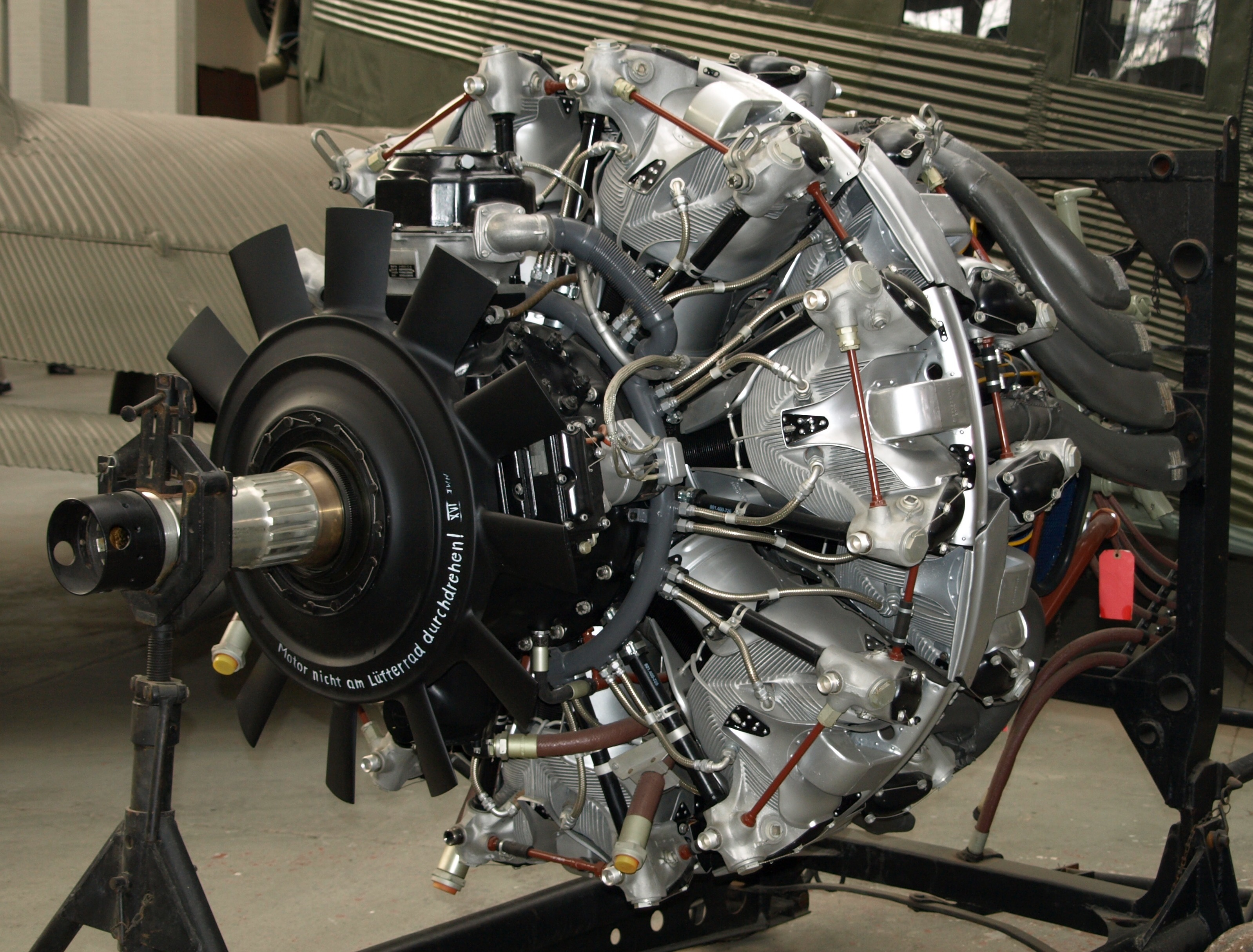
Die KZ-Häftlinge mussten Teile für diesen Flugzeugmotor BMW 801 herstellen.

Die Gefangenen mussten vor allem für BMW in der Produktion von Flugzeugmotoren für den Kriegseinsatz arbeiten. Die dazu benötigten 430 Produktionsmaschinen waren im Frühjahr 1944 vom München-Allach zur Produktion im KZ-Außenlager Markirch (Elsass) Ende 1944 weiter nach Trostberg verlagert worden, auch der Großteil der Inhaftierten nahm diesen Weg. Die Gefangenen mussten Teile für BMW-801-Flugzeugmotoren in einem unterirdischen Fabrikstollen produzieren und im ehemaligen Fabrikgebäude der Süddeutschen Kalkstickstoffwerke (SKW) Flugzeugmotoren reparieren. Manche mussten in einem nahe gelegenen Steinbruch Loren ziehen, Erde für eine Wassergrube ausheben oder Lade- und Entsorgungstätigkeiten übernehmen.

## Sterben und Räumung
Die hygienischen Zustände waren mangelhaft. So war die Kleidung im Winter 1944/45 so schlecht, dass Ersatz aus dem Stammlager angeliefert wurde. Doch dieser war so schlecht, dass die Häftlinge aus Sorge vor Krankheiten stattdessen die eigene Kleidung auskochten und nackt warteten, bis diese getrocknet war.
Etliche KZ-Häftlinge verhungerten oder starben an Typhus und möglicherweise auch an den Misshandlungen durch die Kapos, andere verhungerten trotz Lebensmittelpaketen von Angehörigen. Die Leichen wurden zunächst außerhalb des Friedhofs verscharrt, später auf den Friedhof in Trostberg umgebettet und schließlich weiter auf den KZ-Friedhof Flossenbürg, sofern sie nicht in die Heimat überführt wurden. Zudem wurden mindestens 37 Häftlinge als krankheitsbedingt nicht mehr arbeitsfähig an das KZ Dachau rücküberstellt, nach neuerer Forschung 108. Ob bzw. wie viele von ihnen dies überlebten, ist nicht bekannt.
Das Lager wurde wegen des nach alliierten Luftangriffen nicht mehr möglichen Betriebs nach Aussagen von ehemaligen Häftlingen um den Monatswechsel März/April 1945 geschlossen, wohl der größere Teil der Gefangenen in das KZ-Außenlager München-Allach überstellt. Die im KZ-Außenlager Trostberg Verbliebenen wurden nach Zeugenaussagen am 4. Mai 1945 von der US-Armee befreit.

## Aufarbeitung und Gedenken
Juristische Folgen hatte der Betrieb des KZ-Außenlagers für die Verantwortlichen nicht. Die bundesdeutsche Justiz eröffnete kein Verfahren.
Lager, Baracken und Fabrikhalle sind nicht erhalten. Der Stollen ist zugeschüttet, doch der Eingang sichtbar.
Ein öffentliches Mahnmal oder eine Gedenktafel für die KZ-Häftlinge gibt es nicht. In einer abgelegenen Ecke des Trostberger Friedhofs befindet sich auf Betreiben der Arbeitsgruppe „Bürger/innen für das Erinnern“ ein kleines Denkmal mit der Aufschrift
Den Opfern des

Nationalsozialismus

in Trostberg